# Pevek
Pevek (Russisch: Певек, Tsjoektsjisch: Пээкин; Peekin) is een stad en een haven in het Russische autonome district Tsjoekotka, de meest noordoostelijke van het Russische Verre Oosten en daarmee van heel Rusland. Het is het bestuurlijk centrum van het district Tsjaoenski. De stad bestaat uit een aantal woonblokken met gebouwen van 5 etages en telt drie microdistricten; Morgorodok, Transportny en Stroitelny.
De stad, die lange tijd het centrum van een mijnbouwregio vormde, zag na de val van de Sovjet-Unie de grootste relatieve daling van haar inwonertal van heel Rusland; het aantal inwoners daalde van ongeveer 12.900 in 1989 tot ongeveer 5.200 in 2002, procentueel gezien bijna 60%. Dit was grotendeels het gevolg van de sluiting van de onrendabele tinmijnen bij de stad. Verschillende verlaten mijnbouwplaatsen, zoals Krasnoarmejski en Komsomolski liggen verspreid rond de stad.

## Geografie
De stad ligt op het kleine gelijknamige schiereiland aan de noordoostzijde van de Tsjaoenbaai (onderdeel van de Oost-Siberische Zee) tegenover de Rooetaneilanden, op 640 kilometer van de regionale hoofdstad Anadyr. Pevek ligt op 350 kilometer ten noorden van de Noordpoolcirkel en is hiermee de noordelijkste stad van Rusland.
Pevek fungeert als de enige toegang tot de plaats Bilibino 240 kilometer verderop, waar de noordelijkste kerncentrale ter wereld staat. De stad heeft een eigen luchthaven op 18 kilometer ten noordoosten van de stad, bij het plaatsje Apapelgino.
De stad heeft verharde wegverbindingen met de gesloten mijnen in de omtrek, zoals Leningradski, Komsomolski, Krasnoarmejski, Valkoemej en Gyrgytsjan en met de luchthaven Pevek. Met 150 kilometer aan verharde wegen vormt Pevek en omtrek het best ontsloten gebied van Tsjoekotka. Onverharde en winterwegen verbinden de stad (deels dus alleen in de winter) met andere plaatsen, zoals Ajon, Baranicha (onbewoond), de stad Bilibino, Janranaj, Valkarkaj (poolstation) en Paljavaam (onbewoond).

## Naam
De naam Pevek is volgens filoloog Georgi Menovsjtsjikov afkomstig van het Tsjoektsjische woord 'pagitkenaj'; "stinkende berg". Volgens een legende zou er een gevecht tussen Tsjoektsjen en Joekagieren aan de voet van een nabijgelegen berg hebben plaatsgevonden, waarbij veel doden zouden zijn gevallen. De lichamen bleven liggen daar het niet gebruikelijk was om deze te begraven, wat zou hebben geleid tot een sterke stank van ontbindende lichamen gedurende een lange tijd. Om die reden zouden de Tsjoektsjen zich er nog lange tijd niet hebben willen vestigen; ze lieten er alleen hun rendieren zomers grazen. Volgens Vladilen Leontjev zou het woord echter ook mogelijk kunnen zijn afgeleid van het Tsjoektsjische woord 'pekkin'ej', wat "opgezwollen berg" betekent. De 518 meter hoge berg Peekinej ligt direct ten zuiden van de stad.

## Geschiedenis
Het gebied was bij de Russen reeds bekend sinds het midden van de 18e eeuw, daar in de archieven van de Tweede Kamtsjatka-expeditie de ontdekking van Kaap Sjelag(ski) wordt genoemd, een kaap ten noorden van Pevek. Deze kaap wordt ook genoemd door de Britse poolreiziger Joseph Billings (ca. 1758-1806). In 1760 werd de Tsjaoenbaai beschreven door de Russische bonthandelaar Nikita Sjalaoerov.
Een van de eerste berichten dat Pevek bewoond werd dateert uit 1926 van Tichon Semoesjkin, die er een jachtonderkomen en een jaranga aantrof. Hij vormde een voorbode voor wat komen zou; tegen begin jaren 1930 vormde Pevek reeds een van de belangrijkste steunpunten van de nieuwe Noordelijke Zeeroute. In 1933 werden er 2 houten huizen gebouwd en werd het district Tsjaoenski eromheen geformeerd. In 1934 stonden er al negen gebouwen. In de koeltbaza (communistisch sociaal-economisch centrum) werd een school geformeerd en iets later werd ook een eerste-hulppost opgezet.
Buiten de stad werden bij geologische expedities in 1936 en 1937 rijke tinafzettingen (en uranium) gevonden op 60 kilometer van de stad bij Pyrkakaj (aan de rivier de Pyrkakajkaam; deze plaats werd hernoemd tot Krasnoarmejski in de Tweede Wereldoorlog) en Pevek groeide daarop uit tot het centrum van een mijnbouwgebied, daar alleen via haar zeehaven zwaar materieel als tractoren, mijnbouwmachines en vervoermiddelen konden worden aangevoerd. De plaats groeide snel en tegen 1943 verrezen de eerste gebouwen van twee etages in de plaats, die zich steeds verder uitbreidde naar het oosten toe. In 1947 werd een energiecentrale gebouwd. Tegen 1950 had de plaats reeds ongeveer 1500 inwoners en werd het in de categorie van de arbeidersnederzettingen geplaatst.
In de buurt van de stad bevonden zich tussen 1939 en 1953 twee Goelagkampsystemen met diverse kampen en met elk op hun hoogtepunt volgens officiële NKVD-cijfers ruim 11.000 dwangarbeiders, die onderdeel vormden van de Dalstroj; de Tsjaoenlag (delving van radioactieve grondstoffen en aanleg van een weg) en de Tsjaoentsjoekotlag (tin-mijnen en de huizen- en wegenbouw). De enorme grafvelden bij de in de jaren 1950 haastig verlaten kampen doen vermoeden dat het dodental in de kampen zeer hoog moet hebben gelegen. De grootste kampen waren Zapadny ("west") en Severny ("noord") en richtten zich op de winning van uranium.
Tegen begin jaren 1960 was de plaats uitgegroeid tot een van de grootste industriële centra van Tsjoekotka met een groeiende haven, uitdijende infrastructuur en grote bouwindustrie. In 1965 kwam de hoogspanningsleiding tussen Bilibino en Pevek gereed. In 1967 overschreed het aantal inwoners de 10.000-grens.
Op 6 april 1967 kreeg Pevek als eerste plaats boven de poolcirkel in het Russische Verre Oosten de status van stad. In de jaren 1980 werden twee nieuwe wijken gebouwd en steeg het inwoneraantal tot ongeveer 13.000. Na het uiteenvallen van de Sovjet-Unie en de grote crisis die hierop volgde raakten de mijnen begin jaren 1990 onrendabel en werden gesloten. De Noordelijke Zeeroute tussen Pevek en Doedinka viel in die tijd grotendeels weg wegens gebrek aan middelen en de bevolking trok daarop massaal weg uit de plaats, die meer dan halveerde in inwonertal. De Russische overheid probeerde de massale exodus van de bevolking uit omringende mijnbouwplaatsen deels te faciliteren door woonruimte aan te bieden in Pevek, maar veel inwoners vertrokken liever naar andere delen van Rusland waar meer kans op werk was.

## Economie
De lokale economie bestaat uit mijnbouw en de fabricage van constructiematerialen, maar doordat veel mijnen zijn gesloten, is er steeds minder werk in de plaats. De lonen waren onder andere vanwege het extreme klimaat altijd hoog in de sovjettijd, maar zijn nu gelijkgetrokken met die in andere delen van Rusland, terwijl het prijsniveau erg hoog is, doordat alles moet worden geïmporteerd uit andere delen van het land. De weinige mijnbouw in de omtrek is echter wel voldoende voor het draaiende houden van twee ertsveredelende bedrijven. Met name de aanleg van de goudmijn Koepol door het Canadese bedrijf Kinross Gold begin 21e eeuw (in werking gesteld in 2008) is de mijnbouw de laatste jaren weer gestegen. Naar deze mijn, die in 2009 de grootste belastingbetaler van heel Tsjoekotka was, wordt elke winter een 400 kilometer lange winterweg aangelegd.

### Haven
Pevek heeft een grote haven aan de Noordelijke Zeeroute en vormt de belangrijkste noordelijke haven van Tsjoekotka, geschikt voor schepen met een diepgang tot 10,25 meter. De haven vormt de oostelijke basis van het hoofdkantoor voor Maritieme Operaties van de Noordelijke Zeeroute, die wordt beheerd door het Russische Scheepvaartbedrijf van het Verre Oosten vanaf een ijsbreker in de haven. De haven zelf is eigendom van het Russische Ministerie van Vervoer. De oostelijke basis heeft de verantwoordelijkheid voor al het scheepvaartverkeer (organiseren van konvooien, leveren van informatie over ijsomstandigheden) tot 125 graden oosterlengte (iets ten westen van de monding van de Lena), ten westen waarvan de westelijke basis in Dikson de verantwoordelijkheid overneemt. Het Arctisch Scheepvaartbedrijf uit Tiksi levert steenkool vanuit Zeljony Mys (haven aan de Kolyma) aan de haven van Pevek.
De overslag is echter drastisch gedaald sinds de val van de Sovjet-Unie. Met de sluiting van de staatsmijnen rondom komt er alleen nog op kleine schaal goud en tin binnen van private mijnbedrijven rond Bilibino en Leningradski/Poljarny. De haven wordt verder vooral gebruikt voor de import van brandstof, waaronder steenkool uit Beringovski (in Oost-Tsjoekotka) en olie uit Europa en de Verenigde Staten. In de tweede helft van de jaren 1990 was de overslag zover gedaald dat in 1997 zelfs Mys Sjmidta (traditioneel de tweede haven van de noordkust van Tsjoekotka) een viermaal zo hoge overslag had dan Pevek. De toekomst lijkt eveneens somber, daar de daling van het aantal inwoners ervoor zorgde dat ook de import afnam, terwijl de export door de sluiting van de mijnen niets meer voorstelde. Hierdoor zijn er te weinig investeringen om de voorzieningen van de haven op peil te houden, die daardoor langzaam verouderen.
De eerste drijvende kerncentrale ter wereld ligt voor de kust van Pevek. Deze gaat de bestaande kerncentrale Bilibino vervangen waarvan de laatste reactor uiterlijk in 2025 wordt gesloten. De Akademik Lomonosov is gebouwd op de Sint-Petersburgse Baltische Scheepswerf en na een tussenstop in Moermansk over de Noordelijke IJszee naar Pevek gesleept. In december 2019 is de drijvende centrale op het net aangesloten.

## Voorzieningen
De stad heeft een internaat, kleuterschool, bioscoop, bibliotheek, Huis van Cultuur, sportgebouw, basketbalschool en een streekmuseum (over tradities als walrustandsnijden en leerlooien, mineralen, Goelaggeschiedenis en met werken van lokale kunstenaars). In de plaats bevindt zich het bestuur van de zapovednik Ostrov Vrangel (rond het eiland Wrangel).

## Demografie
In de demografietabel is af te lezen dat de bevolking sterk steeg tussen 1959 en 1970 (+81%) en sterk daalde tussen 1989 en 2002 (-59,6%).
| 1949  | 1959  | 1970   | 1979   | 1989   | 2002  |
| ----- | ----- | ------ | ------ | ------ | ----- |
| 1.447 | 5.800 | 10.500 | 11.100 | 12.915 | 5.206 |

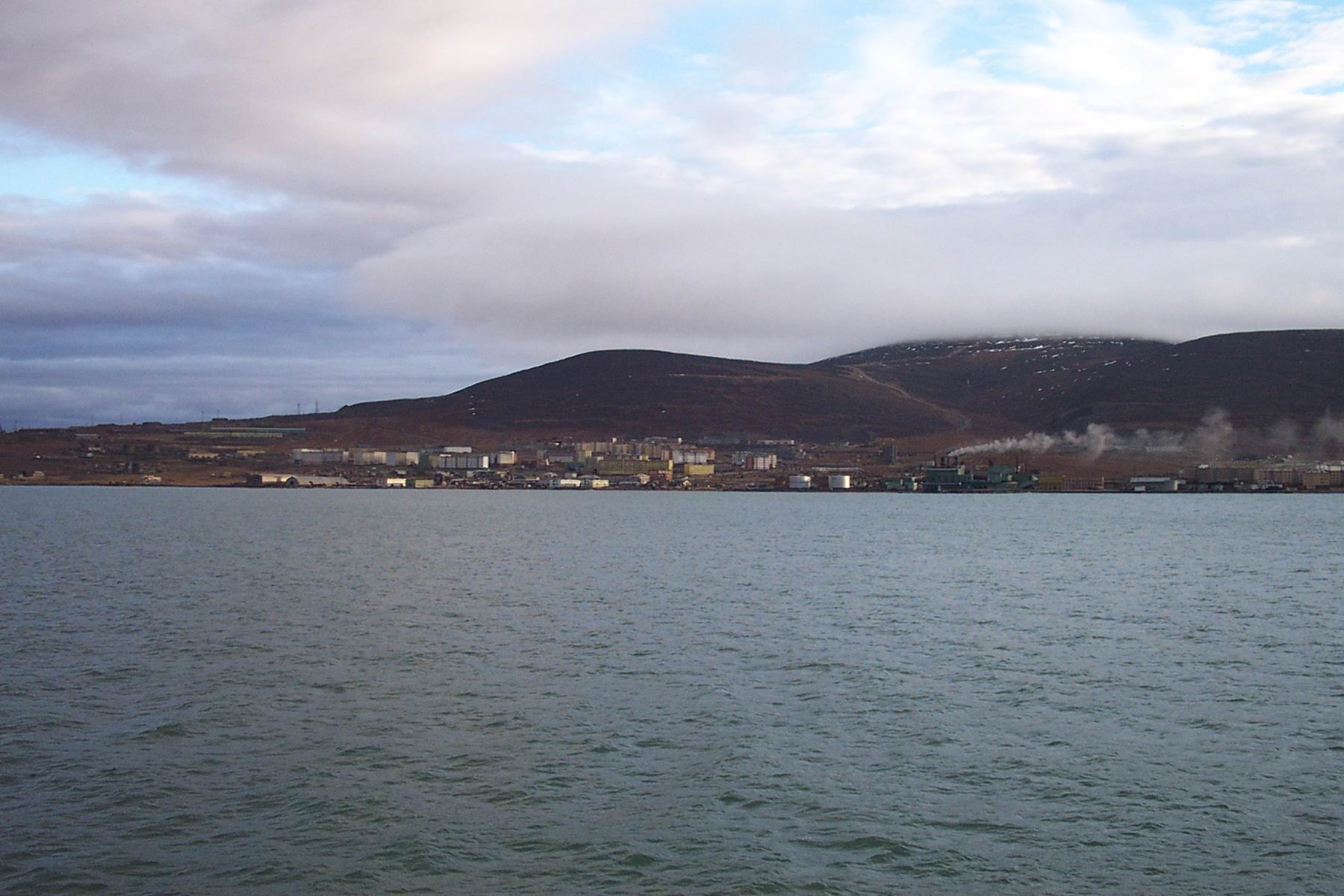
Pevek gezien vanaf de zee
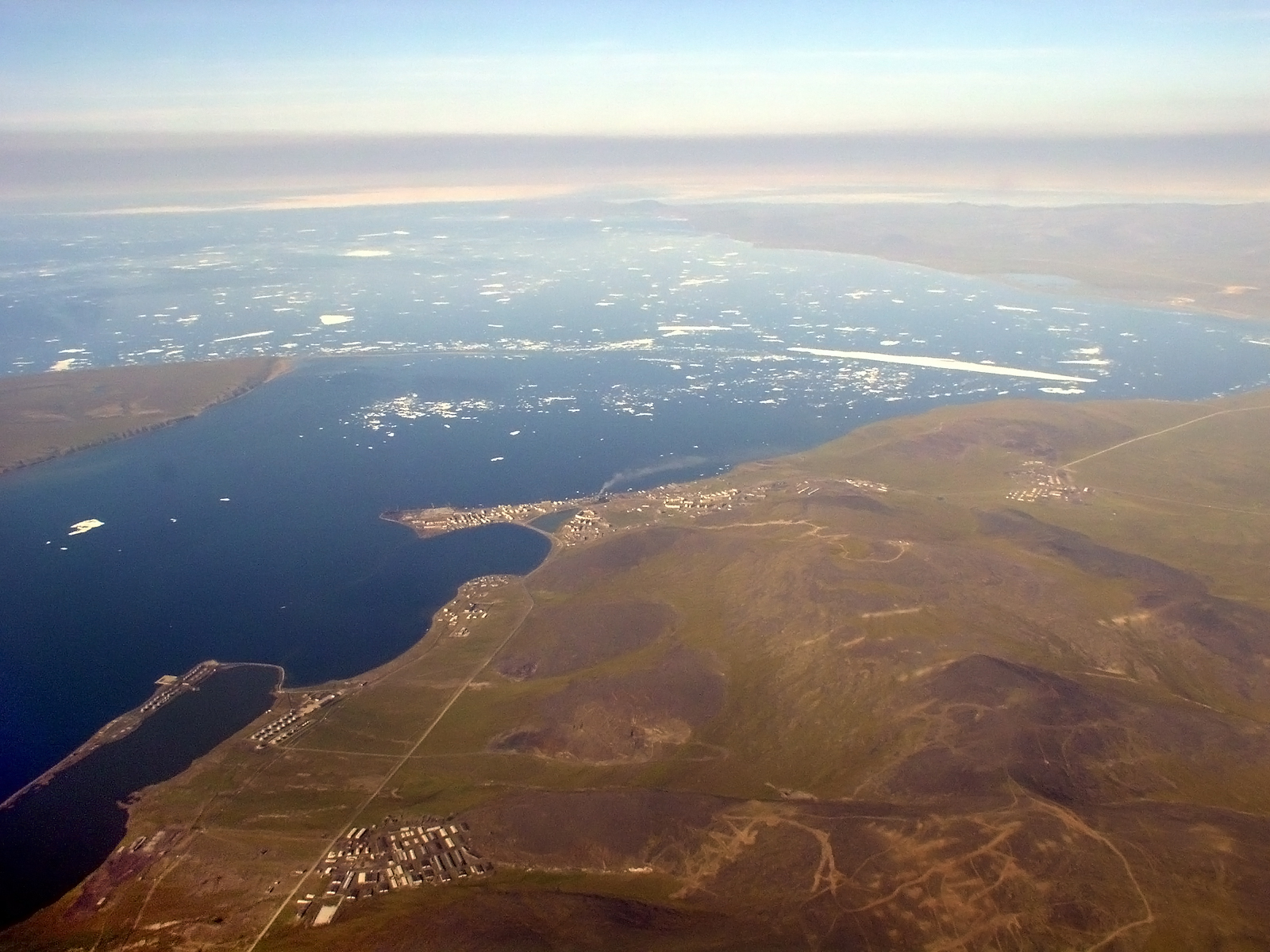
Vanuit de lucht
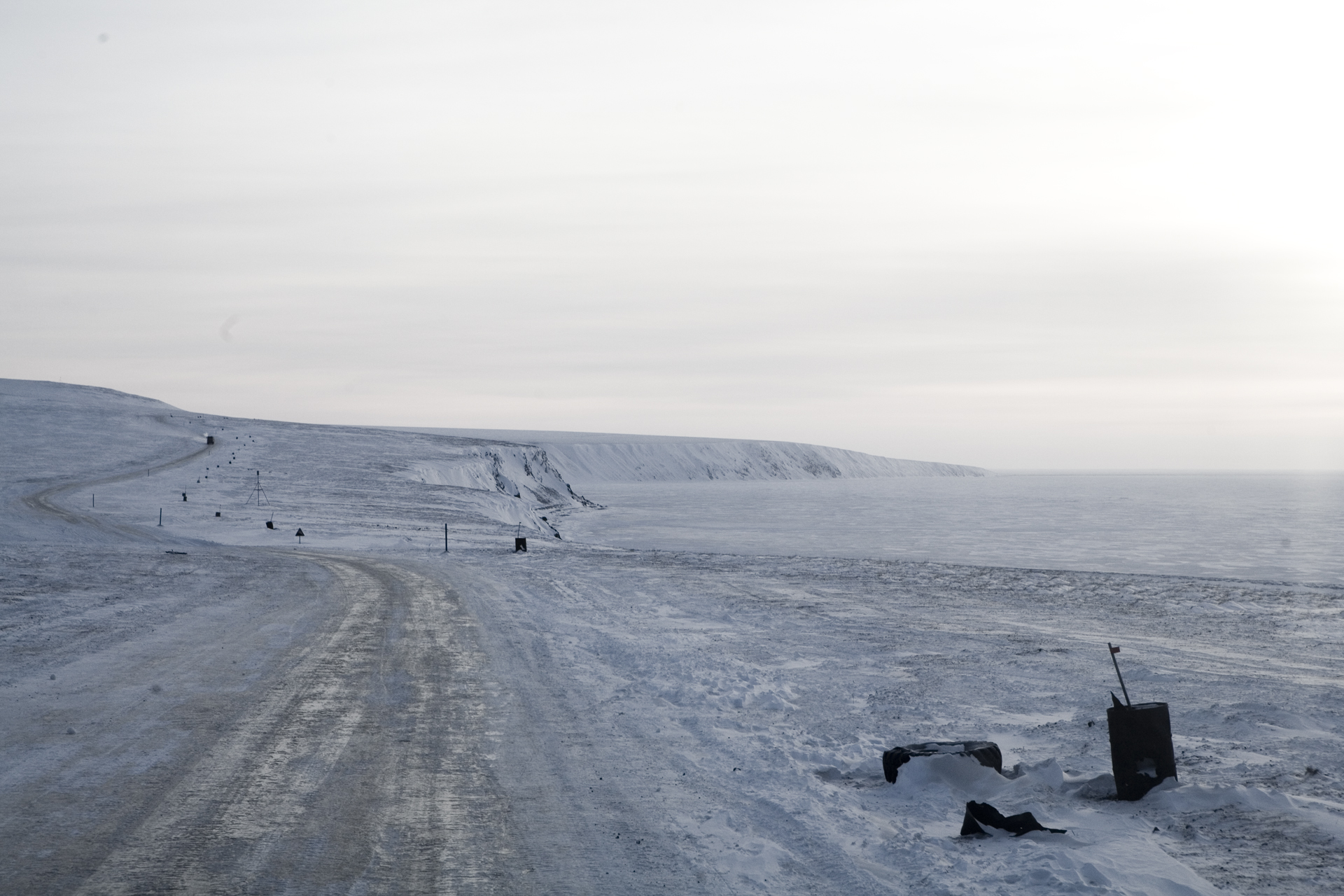
Gezicht op de 400 kilometer lange winterweg tussen Pevek en de goudmijn Koepol
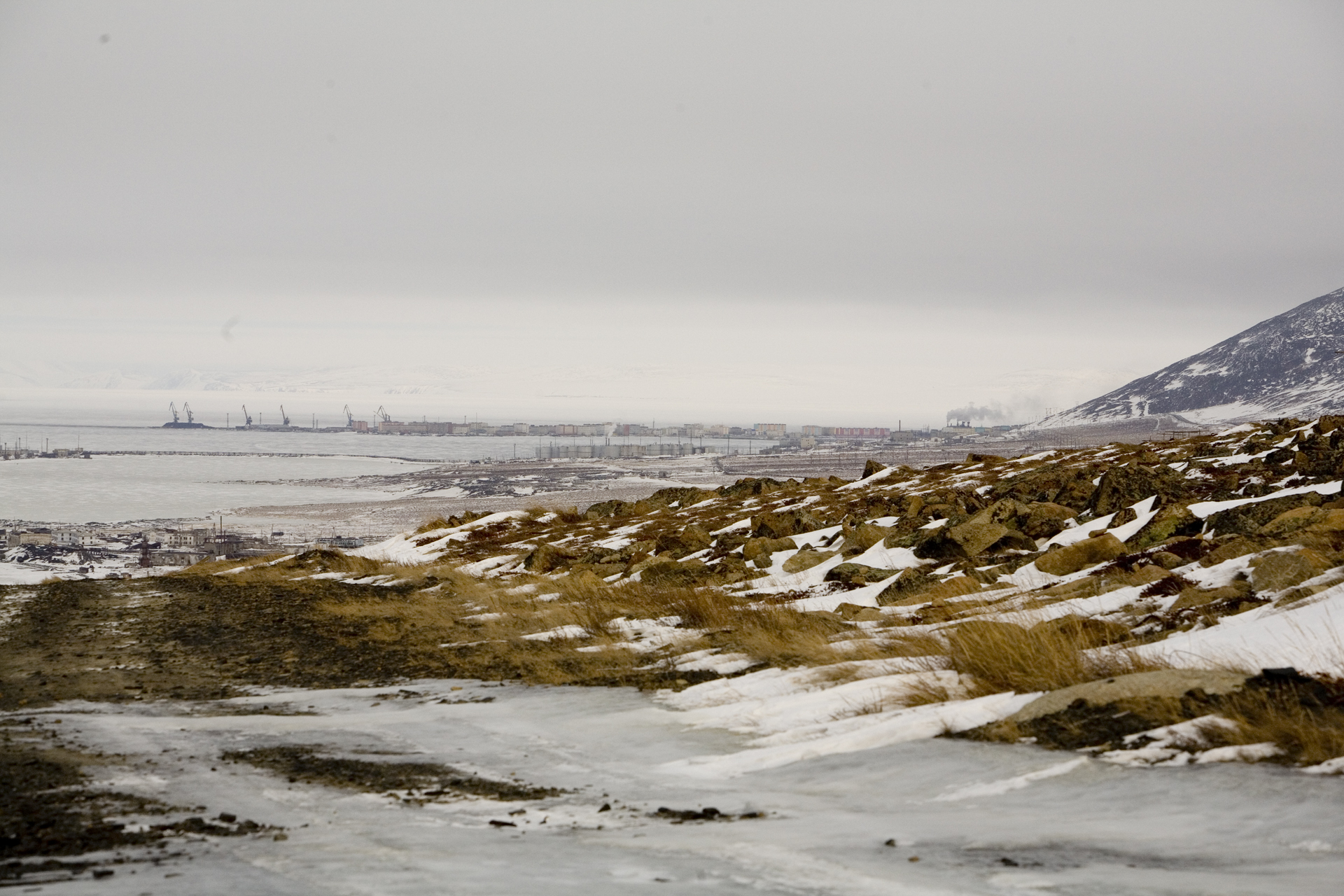
Haven van Pevek